# 鈴木省三
鈴木 省三 （すずき せいぞう、旧名：若林 省三（わかばやし せいぞう）、1913年5月23日 - 2000年1月20日）は日本のバラの育種家。京成バラ園芸所長。「ミスターローズ」と呼ばれた。

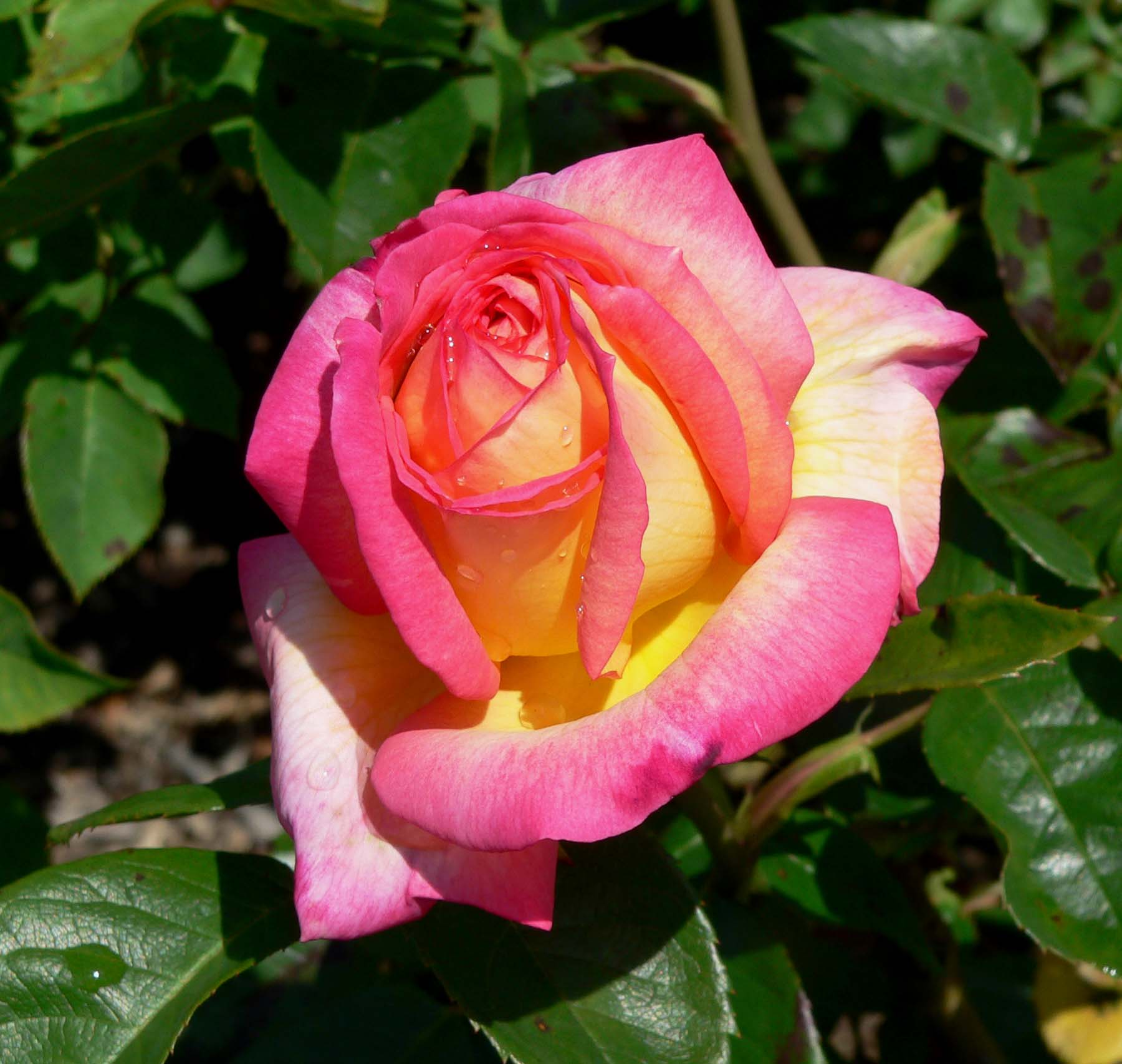
朝雲（鈴木省三 1973作、大輪・四季咲き HT）

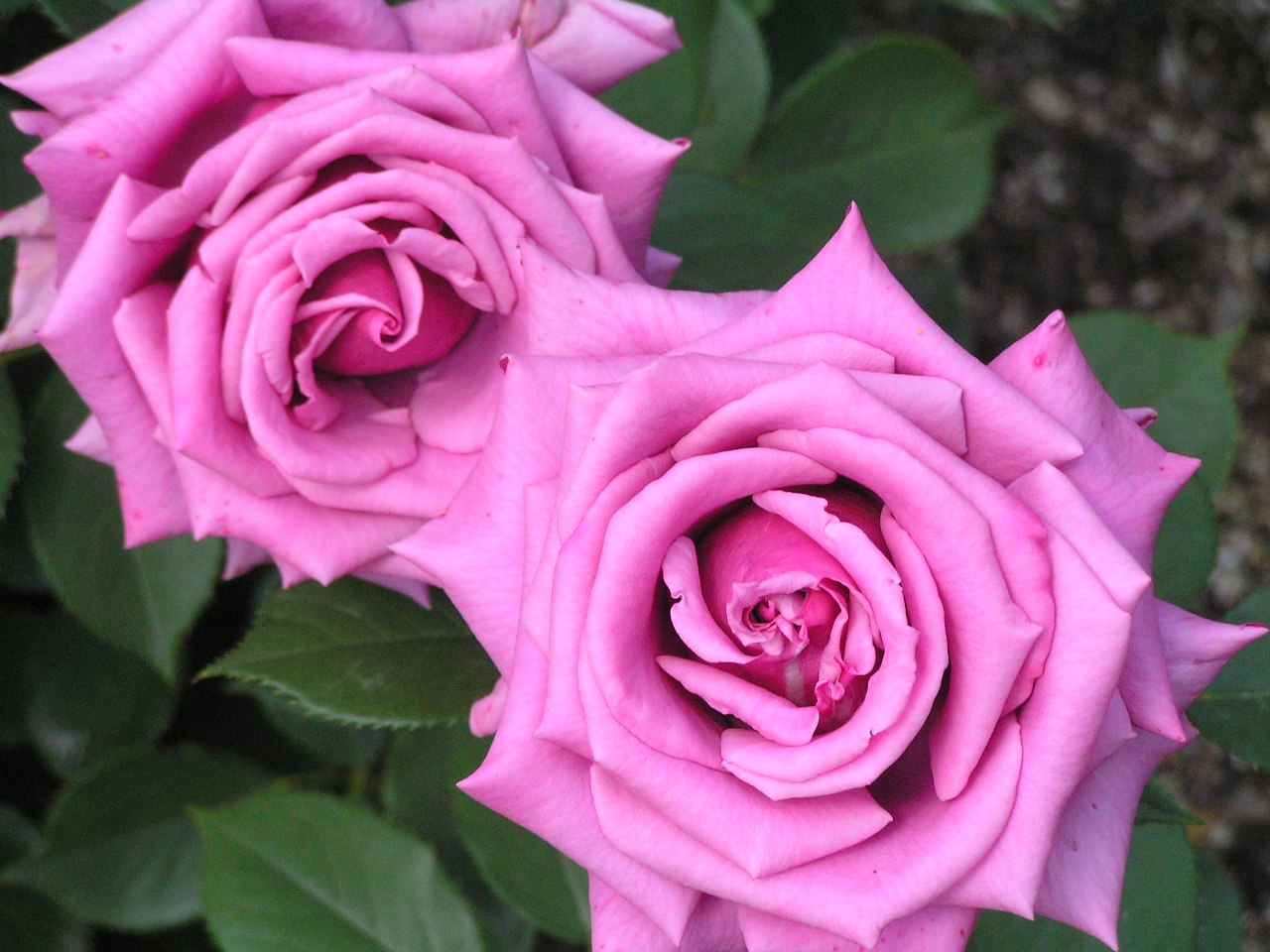
紫雲（鈴木省三 1984作、大輪・四季咲き HT）

## 略歴
1913年東京府小石川に生まれる。1922年下落合に転居。東京府立第六中学校（現・東京都立新宿高等学校）卒業後、東京府立園芸学校二部専修科（東京都立園芸学校）で造園、育種学などを学ぶ。園芸学校卒業後は園芸業者のもとで見習い、この頃からバラへの関心をもち始める。1938年に現在の世田谷区奥沢に「とどろきばらえん」開園。バラの生産と育種を始める。
戦後は「とどろきばらえん」を拠点に育種に取り組むほか、各地のバラの展示会に参加。京成電鉄の依頼で谷津遊園の「バラ園」を造園。1959年に「京成バラ園芸」が創業され、研究所所長になる。1974年に「とどろきばらえん」閉園。以降は「京成バラ園芸」で育種に取り組む。世界中のバラの育種家と知己となる一方で、香りや花色の研究に取り組んだ。また、植物品種の知的財産権である育成者権保護のため法制整備に尽力し、昭和53年種苗法の制定に貢献した。その後、顧問に退き、2000年に永眠。

## ミスターローズ
「ミスターローズ」の由来は、1986年11月にニュージーランド南島のテムカと言う町に、オールドローズの権威でありコレクターのトレヴァー・グリフィスを訪ねた。そこに、彼のバラ園を見学中に地元ティマル　ヘラルド紙の新聞記者が取材に訪れ、翌日の一面と二面に写真入で紹介されて、そこで初めて「ミスターローズ」と言う言葉が使われた。
鈴木省三のバラの香りについての研究は化粧品会社からも注目され、1980年代に資生堂が手がけた『ばら園』シリーズの香水『芳純』『ブルーローズ』の商品開発には鈴木が深く関わった。
2013年には鈴木省三生誕100周年記念の新品種のバラ、『ミスターローズ』が京成バラ園芸より発表された。

## 育種品種
- とどろきばらえん時代
  - 1956年 HT - 天の川、金色堂、春の武蔵野、夢殿  / FL - 春の舞 / S･CL - 薫夫人 / S - 朝霧
  - 1957年 HT - 光源氏、根室の朝、浅間
  - 1958年 HT - せせらぎ、雲海、銀嶺、桜島、夏まつり、月明、法隆寺 / FL - 陽明門、かがりび

HT - ハイブリッド・ティー　FL - フロリバンダ　S - シェラブ・ローズ　S･CL - セミ・クライミング・ローズ
- 京成バラ園芸時代
  - 京成バラ園芸時代に作出した品種は「京成バラ園芸」名義である。